# Jinpa, un conte tibétain
Pour les articles homonymes, voir Jinpa (prénom tibétain).
Pour plus de détails, voir Fiche technique et Distribution.
Jinpa, un conte tibétain (撞死了一只羊, Zhuàng sǐle yī zhǐ yáng, littéralement « Écraser un mouton ») est un film chinois en tibétain réalisé par le réalisateur tibétain Pema Tseden, sorti en 2018.

## Synopsis
Depuis dix ans, Jinpa, issu de l'ethnie des Kampa et muni d'un couteau traditionnel à la ceinture, veut venger l'assassinat de son père. Il se rend à Sanak pour retrouver le meurtrier et le tuer. En route, il est pris en stop par un camionneur qui chemine dans le Kekexili, un plateau désertique du Tibet. Cet amateur d'opéra vient d'écraser un mouton par accident. Jinpa lui raconte son projet. Quand le jeune homme descend du camion, son chauffeur lui révèle qu'il porte le même prénom. Les deux hommes se séparent mais le camionneur finit par faire demi-tour pour empêcher Jinpa de commettre l'irréparable.
.
Pour Pema Tseden : « C’est un film sur l’éveil. Une fois éveillés, nous pouvons choisir notre route vers l’avenir ».

## Fiche technique
- Titre originel: 撞死了一只羊, Zhuàng sǐle yī zhǐ yáng
- Titre français : Jinpa, un conte tibétain
- Réalisation et scénario : Pema Tseden
- Musique : Giong Lim
- Pays de production :  Chine
- Format : couleurs - 35 mm - 1,33:1
- Genre : drame
- Durée : 86 minutes
- Dates de sortie :
  - Italie : 4 septembre 2018 (Mostra de Venise 2018)
  - France : 19 février 2020

## Distribution
- Jinpa : le chauffeur de camion
- Genden Phuntsok : l'auto-stoppeur
- Sonam Wangmo : la propriétaire du bar

## Production

### Genèse et développement
Il s'agit d'une adaptation d'une nouvelle de Tsering Norbu, L'Assassin, et d'une autre, de Pema Tseden, J'ai écrasé un mouton.

## Sortie

### Accueil critique
En France, le site Allociné propose une moyenne des critiques de presse à 3,3/5.

## Distinctions

### Récompenses
- Festival international des cinémas d'Asie de Vesoul 2019 : Cyclo d'or, le prix de la critique[4] et le « Coup de cœur INALCO »[5]

### Sélections
- Festival international du film de Toronto 2018 : sélection en section Contemporary World Cinema
- Mostra de Venise 2018 : sélection en section Orizzonti
- Festival international de films de Fribourg 2019 : sélection en compétition internationale
- Festival international du film Nouveaux Horizons 2019 : sélection en compétition

### Nominations
- Golden Horse Film Festival and Awards 2018 : meilleur réalisateur et meilleur scénario adapté